# Справи сімейні (фільм)
«Справи́ сімейні́ (або «Всі в сім'ї») (кит.: 花飛滿城春; піньїнь: Hua Fei Man Cheng Chun) — порнографічний фільм 1975 р. гонконгського режисера Му Чжу. Відомий насамперед завдяки участі у ньому Джекі Чана.

## Сюжет
Фільм складається з двох історій. У першій ідеться про сім'ю, яка зібралася біля умираючого батька. Однак всі тільки і думають, як розподілити спадок. На поверхню виходить старе суперництво між ними.
У другій історії показано життя рикші. Міська повія хоче, щоб Сьє Тан зайнявся сексом з її дочкою. Він приваблює її своїм міцним тілом. Мати ховається і підглядає, а згодом також хоче зайнятися з ним сексом. Вона має венеричну хворобу і заражає нею всіх чоловіків. Сьє Тан не став виключенням.

## У ролях
- Джекі Чан
- Саммо Хунг
- Дін Шек
- Джеймс Тьєн
- Лідія Шум
- Картер Вонг
- Стівен Тунг
- Ванг Лай
- Вонг Сам

## Факти
- У фільмі Джекі Чан знявся у сценах сексуального характеру. Це також можна побачити лише в ще одній стрічці — «Інцидент у Сіндзюку».
- Це єдиний фільм за участю Чана, де він не бився і не показав жодного трюку.